# ماجدا رورك
ماجدا رورك (بالرومانية: Magda Rurac)‏ مواليد 11 يوليو 1918 - الوفاة 9 مايو 1995 في نيويورك، كانت لاعبة كرة مضرب رومانية، امتدت مسيرتها خلال فترة الأربعينات والخمسينات الميلادية. أعلى تصنيف لها في الفردي كان المركز الـ 9 في سنة 1948. فازت بالفردي في بطولة سنسيناتي للماسترز سنة 1949.